# Liste der AMD-Athlon-64-FX-Prozessoren
Der Athlon 64 FX ist eine auf den High-End-Computermarkt zugeschnittener Prozessor des US-amerikanischen Herstellers AMD.

## Sledgehammer
- Revision: C0, CG
- L1-Cache: 64 + 64 kB (Daten + Instruktionen)
- L2-Cache: 1024 kB mit Prozessortakt
- Alle Modelle unterstützen MMX, Extended 3DNow!, SSE, SSE2, NX-Bit und AMD64.
- Integrierte Northbridge mit Speichercontroller: Läuft mit Prozessortakt
- Speicherunterstützung:  DDR-SDRAM bis PC-3200
- Fertigungstechnik: 130 nm (SOI)
- Die-Größe: 193 mm² bei 105,9 Millionen Transistoren

| Modellnummer | Revision | Frequenz | HT      | Multi | Vcore  | TDP  | Sockel | Einführung | Teilenummer   |
| ------------ | -------- | -------- | ------- | ----- | ------ | ---- | ------ | ---------- | ------------- |
| FX-51        | C0       | 2,2 GHz  | 800 MHz | 11x   | 1.50 V | 89 W | 940    | 23.09.2003 | ADAFX51CEP5AK |
| FX-51        | CG       | 2,2 GHz  | 800 MHz | 11x   | 1,50 V | 89 W | 940    | 23.09.2003 | ADAFX51CEP5AT |
| FX-53        | CG       | 2,4 GHz  | 800 MHz | 12x   | 1,50 V | 89 W | 940    | 18.03.2004 | ADAFX53CEP5AT |

## Clawhammer
- Revision: CG
- L1-Cache: 64 + 64 kB (Daten + Instruktionen)
- L2-Cache: 1024 kB mit Prozessortakt
- Alle Modelle unterstützen MMX, Extended 3DNow!, SSE, SSE2, NX-Bit, AMD64 und Cool’n’Quiet.
- Integrierte Northbridge mit Speichercontroller: Läuft mit Prozessortakt
- Speicherunterstützung:  DDR-SDRAM bis PC-3200
- Fertigungstechnik: 130 nm (SOI)
- Die-Größe: 193 mm² bei 105,9 Millionen Transistoren

| Modellnummer | Revision | Frequenz | HT      | Multi | Vcore  | TDP   | Sockel | Einführung | Teilenummer   |
| ------------ | -------- | -------- | ------- | ----- | ------ | ----- | ------ | ---------- | ------------- |
| FX-53        | CG       | 2,4 GHz  | 1,0 GHz | 12x   | 1.50 V | 89 W  | 939    | 01.06.2004 | ADAFX53DEP5AS |
| FX-55        | CG       | 2,6 GHz  | 1,0 GHz | 13x   | 1,50 V | 104 W | 939    | 10.10.2004 | ADAFX55DEI5AS |

## San Diego
- Revision: E4
- L1-Cache: 64 + 64 kB (Daten + Instruktionen)
- L2-Cache: 1024 kB mit Prozessortakt
- Alle Modelle unterstützen MMX, Extended 3DNow!, SSE, SSE2, SSE3, NX-Bit, AMD64 und Cool’n’Quiet.
- Integrierte Northbridge mit Speichercontroller: Läuft mit Prozessortakt
- Speicherunterstützung:  DDR-SDRAM bis PC-3200
- Fertigungstechnik: 90 nm (SOI)
- Die-Größe: 115 mm² bei 114 Millionen Transistoren

| Modellnummer | Revision | Frequenz | HT      | Multi | Vcore       | TDP   | Sockel | Einführung | Teilenummer   |
| ------------ | -------- | -------- | ------- | ----- | ----------- | ----- | ------ | ---------- | ------------- |
| FX-55        | E4       | 2,6 GHz  | 1,0 GHz | 13x   | 1,35–1,40 V | 104 W | 939    | 2005       | ADAFX55DAA5BN |
| FX-57        | E4       | 2,8 GHz  | 1,0 GHz | 14x   | 1,35–1,40 V | 104 W | 939    | 27.06.2005 | ADAFX57DAA5BN |

## Toledo
- Doppelkernprozessor
- Revision: E6
- L1-Cache: je Kern 64 + 64 kB (Daten + Instruktionen)
- L2-Cache: je Kern 1024 kB mit Prozessortakt
- Alle Modelle unterstützen MMX, Extended 3DNow!, SSE, SSE2, SSE3, NX-Bit, AMD64 und Cool’n’Quiet.
- Integrierte Northbridge mit Speichercontroller: Läuft mit Prozessortakt
- Speicherunterstützung:  DDR-SDRAM bis PC-3200
- Fertigungstechnik: 90 nm (SOI)
- Die-Größe: 199 mm² bei 233,2 Millionen Transistoren

| Modellnummer | Revision | Frequenz | HT      | Multi | Vcore       | TDP   | Sockel | Einführung | Teilenummer   |
| ------------ | -------- | -------- | ------- | ----- | ----------- | ----- | ------ | ---------- | ------------- |
| FX-60        | E6       | 2,6 GHz  | 1,0 GHz | 13x   | 1.35-1.40 V | 110 W | 939    | 09.01.2006 | ADAFX60DAA6CD |

## Windsor
- Doppelkernprozessor
- Revision: F2, F3
- L1-Cache: je Kern 64 + 64 kB (Daten + Instruktionen)
- L2-Cache: je Kern 1024 kB mit Prozessortakt
- Alle Modelle unterstützen MMX, Extended 3DNow!, SSE, SSE2, SSE3, NX-Bit, AMD64, Cool’n’Quiet und AMD-V.
- Integrierte Northbridge mit Speichercontroller: Läuft mit Prozessortakt
- Speicherunterstützung:  DDR2-SDRAM bis PC2-6400
- Fertigungstechnik: 90 nm (SOI)
- Die-Größe: 230 mm² bei 227,4 Millionen Transistoren

| Modellnummer | Revision | Frequenz | HT      | Multi | Vcore         | TDP   | Sockel | Einführung | Teilenummer   |
| ------------ | -------- | -------- | ------- | ----- | ------------- | ----- | ------ | ---------- | ------------- |
| FX-62        | F2       | 2,8 GHz  | 1,0 GHz | 14x   | 1.35 / 1.40 V | 125 W | AM2    | 23.05.2006 | ADAFX62IAA6CS |
| FX-70        | F3       | 2,6 GHz  | 1,0 GHz | 13x   | 1.35 – 1,40 V | 125 W | F      | 30.11.2006 | ADAFX70GAA6DI |
| FX-72        | F3       | 2,8 GHz  | 1,0 GHz | 14x   | 1.35 – 1,40 V | 125 W | F      | 30.11.2006 | ADAFX72GAA6DI |
| FX-74        | F3       | 3,0 GHz  | 1,0 GHz | 15x   | 1.35 – 1,40 V | 125 W | F      | 30.11.2006 | ADAFX74GAA6DI |